# Bayram Tutumlu
Bayram Tutumlu, även kallad El Turco, född 1960 i Ankara, Turkiet, är en turkisk spelaragent inom fotboll med kurdiskt ursprung. 

## Biografi
Tutumlu är ursprungligen från kurdiska byn Zincirlikuyu i staden Konya. Han är den sjunde barnet i familjen av åtta barn. Hans far var en entreprenör inom byggbranschen. 1984 gifte sig Tutumlu med en spansk kvinna som kom från en förmögen familj och paret har en son tillsammans, Isaac Tutumlu, som är racerförare.
I dagsläget är Bayram Tutumlu bosatt i Spanien.

## Studier
Vid 14 års ålder åkte han till Schweiz för fortsatta studier. Tutumlu avlade ekonomexamen, psykologiexamen och journalistexamen vid Université de Lausanne i Schweiz.

## Karriär
Bayram Tutumlu inledde karriären inom fotboll till en början genom att driva ledarskap för några fotbollsspelare i FC Barcelona. Tutumlu tog därefter steget karriären inom spelaragent, där han bl.a. varit agent för dåvarande fotbollsspelare i FC Barcelona som Michael Laudrup, Gheorghe Hagi och Popescu. 
Den 19 september 1995 organiserade Tutumlu tillsammans med turkiska journalister och författarstiftelsen en match mellan turkiska och utländska spelare. Intäkterna från organisationen "Allt för barnen i Bosnien" gick till barnen som drabbades i Bosnienkriget.